# Avenue Louis Gribaumont
 (août 2025).
L’avenue Louis Gribaumont est une voie de communication urbaine reliant l’avenue de Tervueren à l’avenue de Broqueville, à Bruxelles. Longue de quelques centaines de mètres elle passe sur deux communes de la ville : Woluwe-Saint-Pierre et Woluwe-Saint-Lambert. Elle a donné son nom à la station de métro « Gribaumont ».

## Histoire
Une première section, entre l’avenue de Tervueren et la rue François Gay, est approuvée en 1900. L’avenue de Tervueren vient d’être tracée (1897)
La voie est construite sur une propriété cédée par Louis Gribaumont (ca 1860-1920), propriétaire foncier né à Virton et résidant avenue de Tervueren. En 1902, en reconnaissance de ses libéralités la commune de Woluwe-Saint-Pierre décide de nommer cette nouvelle voirie urbaine « avenue Louis Gribaumont ». Le même Gribaumont est le premier à construire quelques maisons sur cette section, à partir de 1902.
La prolongation de l’avenue, jusqu’à la rue de la Cambre, se fait, par décision communale en 1925. La plupart des maisons d’habitation de cette section remontent à l'entre-deux-guerres ; certaines ont un style proche de l’Art-déco.
En traversant la rue de la Cambre l’avenue Gribaumont passe dans la commune de Woluwe-Saint-Lambert. L’urbanisation de cette section se fait surtout durant la seconde moitié du XXe siècle : uniquement des maisons d’habitation. Traversant la rue Slegers et la rue Victor Gilsoul elle aboutit à l’avenue de Broqueville. La station de métro qui se trouve au croisement des deux artères a reçu le nom de « Gribaumont ». Si la commune de Woluwe-Saint-Pierre permettait l’ouverture de commerces sur la première section il ne s’en trouve aucun sur le territoire de Woluwe-Saint-Lambert.